# Élections législatives de 1986 dans les Bouches-du-Rhône
Les élections législatives françaises de 1986 ont lieu le 16 mars 1986. Dans le département des Bouches-du-Rhône, seize députés sont à élire dans le cadre d'un scrutin proportionnel par liste départementale à un seul tour.

## Élus
| Député élu             |  | Parti    |
| ---------------------- |  | -------- |
| Gaston Defferre        |  | PS       |
| Michel Pezet           |  | PS       |
| Jacques Siffre         |  | PS       |
| Philippe Sanmarco      |  | PS       |
| Michel Vauzelle        |  | PS       |
| Pascal Arrighi         |  | FN       |
| Ronald Perdomo         |  | FN       |
| Jean Roussel           |  | FN       |
| Gabriel Domenech       |  | FN       |
| Jean-Claude Gaudin     |  | UDF (PR) |
| Jean-Pierre de Peretti |  | UDF      |
| Jean Roatta            |  | UDF (PR) |
| Roland Blum            |  | UDF (PR) |
| Guy Hermier            |  | PCF      |
| Vincent Porelli        |  | PCF      |
| Maurice Toga           |  | RPR      |

À la suite du décès de Gaston Defferre, Jean-Jacques Léonetti le remplace, suivant de liste.

## Listes en présence

### Extrême gauche (LO)
| N° | Candidats           | Parti | Parti | Principales fonctions |
| -- | ------------------- | ----- | ----- | --------------------- |
| 01 | Jean-Marie Cloarec  |       | LO    |                       |
| 02 | Danièle Pecout      |       | LO    |                       |
| 03 | Claudine Rodinson   |       | LO    |                       |
| 04 | Jean-Michel Ghiotto |       | LO    |                       |
| 05 | Jeannine Grassi     |       | LO    |                       |
| 06 | Jean-Claude Madoni  |       | LO    |                       |
| 07 | Pascal Royet        |       | LO    |                       |
| 08 | Max Illy            |       | LO    |                       |
| 09 | Nicole Schligler    |       | LO    |                       |
| 10 | Louis Orsini        |       | LO    |                       |
| 11 | Christian Pétard    |       | LO    |                       |
| 12 | Jean-Marc Basely    |       | LO    |                       |
| 13 | Régis Marty         |       | LO    |                       |
| 14 | Martine Bourdin     |       | LO    |                       |
| 15 | Didier Gondre       |       | LO    |                       |
| 16 | Raymond Weynachter  |       | LO    |                       |
|    |                     |       |       |                       |
| 17 | Gilbert Trouche     |       | LO    |                       |
| 18 | Bernard Aiglin      |       | LO    |                       |

### Extrême gauche (LCR)
| N° | Candidats                | Parti | Parti | Principales fonctions    |
| -- | ------------------------ | ----- | ----- | ------------------------ |
| 01 | Rémy Jean                |       | LCR   | Ouvrier                  |
| 02 | Marie-Alberte Johsua     |       | LCR   | Enseignante              |
| 03 | Claude Moll              |       | LCR   | Employé                  |
| 04 | Marie-Blanche Chamoulaud |       | LCR   | Employée                 |
| 05 | Pierre Godard            |       | LCR   | Éboueur                  |
| 06 | Gisèle Kayaian           |       | LCR   | Employée                 |
| 07 | Gérard Guieu             |       | LCR   | Technicien               |
| 08 | Robert Zecchiero         |       | LCR   | Ingénieur                |
| 09 | Alain Golea              |       | LCR   | Conseiller professionnel |
| 10 | Odile Romano             |       | LCR   | Enseignante              |
| 11 | Jean-Jacques Angot       |       | LCR   | Employé                  |
| 12 | Martine Franceschi       |       | LCR   | Enseignante              |
| 13 | Noëlle Mas               |       | LCR   | Institutrice             |
| 14 | Jean-Louis Marchetti     |       | LCR   | Enseignant               |
| 15 | Rosie Casabona           |       | LCR   | Employée                 |
| 16 | Bernard Vincent          |       | LCR   | Employé CPAM             |
|    |                          |       |       |                          |
| 17 | André Roux               |       | LCR   | Technicien               |
| 18 | Alain Miger              |       | LCR   | Contrôleur du travail    |

### Extrême gauche (MPPT)
| N° | Candidats             | Parti | Parti | Principales fonctions                              |
| -- | --------------------- | ----- | ----- | -------------------------------------------------- |
| 01 | Jean-Baptiste Peruffo |       | MPPT  | Infirmier psychiatrique                            |
| 02 | Christian Raynaud     |       | MPPT  | Employé aux Affaires sociales et sanitaires        |
| 03 | Martine Dupuy         |       | MPPT  | Institutrice                                       |
| 04 | Albert Garcia         |       | MPPT  | Peintre en bâtiment                                |
| 05 | Marcel Perrier        |       | MPPT  | Retraité, ancien conseiller municipal de Martigues |
| 06 | Catherine Dazin       |       | MPPT  | Professeur d'éducation manuelle                    |
| 07 | Larsen Guendouz       |       | MPPT  | Commis de cuisine                                  |
| 08 | Pedro Carrasquedo     |       | MPPT  | rédacteur                                          |
| 09 | Aminda Huille         |       | MPPT  | Infirmière                                         |
| 10 | Michel Barbe          |       | MPPT  | Professeur d'histoire et géographie                |
| 11 | Victor Villodre       |       | MPPT  | Employé PTT                                        |
| 12 | Louis Collinet        |       | MPPT  | Enseignant                                         |
| 13 | Jean-Luc Amar         |       | MPPT  | Gérant de société                                  |
| 14 | Jean-Marie Tribout    |       | MPPT  | Cheminot                                           |
| 15 | Édith Giroux          |       | MPPT  | Employée à la Sécurité sociale                     |
| 16 | René Sale             |       | MPPT  | Commis hospitalier                                 |
|    |                       |       |       |                                                    |
| 17 | Corinne Raynaud       |       | MPPT  | Employée à la Sécurité sociale                     |
| 18 | Alain Rochatain       |       | MPPT  | Agent technique                                    |

### Parti communiste français
| N° | Candidats             | Parti | Parti | Principales fonctions                                |
| -- | --------------------- | ----- | ----- | ---------------------------------------------------- |
| 01 | Guy Hermier           |       | PCF   | Député sortant et conseiller municipal de Marseille  |
| 02 | Vincent Porelli       |       | PCF   | Député sortant et maire de Port-Saint-Louis-du-Rhône |
| 03 | Jeanine Porte         |       | PCF   | Conseillère générale                                 |
| 04 | Marcel Tassy          |       | PCF   | Adjoint au maire de Marseille                        |
| 05 | Edmond Garcin         |       | PCF   | Député sortant et maire d'Aubagne                    |
| 06 | Georges Lazzarino     |       | PCF   | Conseiller municipal de Marseille, ancien adjoint    |
| 07 | Josiane Buchaca       |       | PCF   |                                                      |
| 08 | Luc Foulquier         |       | PCF   | Ingénieur                                            |
| 09 | Paul Biaggini         |       | PCF   | Ancien conseiller général                            |
| 10 | Yves Ayme             |       | PCF   | Médecin                                              |
| 11 | Alain Hayot           |       | PCF   | Universitaire                                        |
| 12 | Yvette Eimard         |       | PCF   | Employée                                             |
| 13 | Bernard Müller        |       | PCF   |                                                      |
| 14 | Marie-Thérèse Allione |       | PCF   |                                                      |
| 15 | Francis Saujat        |       | PCF   | Agent EDF                                            |
| 16 | Simone Brigando       |       | PCF   | Conseillère municipale de Marseille                  |
|    |                       |       |       |                                                      |
| 17 | Marcel Fiaschi        |       | PCF   |                                                      |
| 18 | Raymond Zimmermann    |       | PCF   |                                                      |

### Majorité présidentielle (PS-MRG)
| N° | Candidats             | Parti | Parti | Principales fonctions                                                                            |
| -- | --------------------- | ----- | ----- | ------------------------------------------------------------------------------------------------ |
| 01 | Gaston Defferre       |       | PS    | Ministre d'État chargé du Plan et de l'Aménagement du territoire et maire de Marseille           |
| 02 | Michel Pezet          |       | PS    | Conseiller régional, président du conseil régional et adjoint au maire de Marseille              |
| 03 | Jacques Siffre        |       | PS    | Conseiller général et maire d'Istres                                                             |
| 04 | Philippe Sanmarco     |       | PS    | Député sortant, conseiller régional et conseiller municipal de Marseille                         |
| 05 | Michel Vauzelle       |       | PS    | Conseiller municipal d'Arles                                                                     |
| 06 | Jean-Jacques Léonetti |       | PS    | Député sortant et conseiller municipal de Marseille                                              |
| 07 | Lucien Weygand        |       | PS    | Conseiller général et maire du Ier secteur de Marseille                                          |
| 08 | Jean-Jacques Anglade  |       | PS    | Maire de Vitrolles                                                                               |
| 09 | Michel Dary           |       | MRG   | Administrateur de sociétés                                                                       |
| 10 | Annick Douguédroit    |       | PS    | Professeur de climatologie à l'université d'Aix-Marseille I                                      |
| 11 | Michel Coullomb       |       | PS    | Conseiller général et maire du IIIe secteur de Marseille                                         |
| 12 | Simone Gallix         |       | PS    | Conseillère municipale de Marseille                                                              |
| 13 | Jean-Pierre Lieutaud  |       | PS    |                                                                                                  |
| 14 | Christiane Guindon    |       | PS    | Conseillère municipale d'Aix-en-Provence                                                         |
| 15 | André Vallet          |       | PS    | Conseiller général et conseiller municipal de Salon-de-Provence                                  |
| 16 | Claire Khann          |       | PS    | Conseillère municipale de Marseille                                                              |
|    |                       |       |       |                                                                                                  |
| 17 | Bernard Pigamo        |       | PS    | Adjoint au maire de Marseille                                                                    |
| 18 | Louis Philibert       |       | PS    | Député sortant, conseiller général, président du conseil général et maire du Puy-Sainte-Réparade |

### Les Verts
| N° | Candidats               | Parti | Parti | Principales fonctions |
| -- | ----------------------- | ----- | ----- | --------------------- |
| 01 | Michel Botella          |       | LV    |                       |
| 02 | Gérard Monnier-Besombes |       | LV    |                       |
| 03 | Robert Ferrato          |       | LV    |                       |
| 04 | Christian Belloc        |       | LV    |                       |
| 05 | Yvette Jourdan          |       | LV    |                       |
| 06 | Yvon Roche              |       | LV    |                       |
| 07 | Muriel Watier           |       | LV    |                       |
| 08 | Christiane Huot         |       | LV    |                       |
| 09 | Jacques Sabatier        |       | LV    |                       |
| 10 | Gérard Chabert          |       | LV    |                       |
| 11 | Jany Melloul            |       | LV    |                       |
| 12 | Bernard Gérin           |       | LV    |                       |
| 13 | Pierre Brunet           |       | LV    |                       |
| 14 | Claude Noble            |       | LV    |                       |
| 15 | Marie-Hélène Meynet     |       | LV    |                       |
| 16 | Régine Romani           |       | LV    |                       |
|    |                         |       |       |                       |
| 17 | Florence Laplane        |       | LV    |                       |
| 18 | Alain Vezza             |       | LV    |                       |

### Opposition (UDF)
| N° | Candidats                          | Parti | Parti   | Principales fonctions                                                   |
| -- | ---------------------------------- | ----- | ------- | ----------------------------------------------------------------------- |
| 01 | Jean-Claude Gaudin                 |       | UDF-PR  | Député sortant, conseiller général et maire du IVe secteur de Marseille |
| 02 | Jean-Pierre de Peretti della Rocca |       | UDF-CDS | Maire d'Aix-en-Provence                                                 |
| 03 | Jean Roatta                        |       | UDF-PR  | Conseiller général et conseiller municipal de Marseille                 |
| 04 | Roland Blum                        |       | UDF-PR  | Conseiller général et conseiller municipal de Marseille                 |
| 05 | Roland Inisan                      |       | UDF-PR  | Conseiller général et premier adjoint au maire de Châteaurenard         |
| 06 | Jean Chélini                       |       | UDF-CDS | Conseiller municipal de Marseille                                       |
| 07 | Serge Pampaloni                    |       | UDF-PR  | Conseiller général                                                      |
| 08 | Lucile Rouvet-Beauseigneur         |       | UDF     | Inspecteur départemental honoraire de l'Éducation nationale             |
| 09 | Alain Pinet                        |       | UDF-PR  | Maire de Rognonas                                                       |
| 10 | Bernard Charrel                    |       | UDF     | Maire de La Fare-les-Oliviers                                           |
| 11 | Pierre Martel-Reison               |       | UDF     | Conseiller municipal d'Istres                                           |
| 12 | Dominique Tian                     |       | UDF-PR  | Conseiller municipal de Marseille                                       |
| 13 | Élisabeth Tapounie                 |       | UDF     | Médecin                                                                 |
| 14 | Robert Picone                      |       | UDF     | Adjoint au maire de Carnoux                                             |
| 15 | Jean-François Mattei               |       | UDF-PR  | Conseiller général et conseiller municipal de Marseille                 |
| 16 | Guy Teissier                       |       | UDF-PR  | Conseiller général et maire du Ve secteur de Marseille                  |
|    |                                    |       |         |                                                                         |
| 17 | Madeleine Giraud de Roux           |       | UDF     |                                                                         |
| 18 | Philippe Girard                    |       | UDF     |                                                                         |

### Opposition (RPR)
| N° | Candidats                    | Parti | Parti | Principales fonctions                            |
| -- | ---------------------------- | ----- | ----- | ------------------------------------------------ |
| 01 | Maurice Toga                 |       | RPR   | Médecin et universitaire                         |
| 02 | Hyacinthe Santoni            |       | RPR   | Conseiller municipal de Marseille                |
| 03 | Jean-Pierre Camoin           |       | RPR   | Maire d'Arles                                    |
| 04 | Jean-Pierre Bouvet           |       | RPR   | Adjoint au maire d'Aix-en-Provence               |
| 05 | Jean Chaland                 |       | RPR   |                                                  |
| 06 | Robert Villani               |       | RPR   | Conseiller général                               |
| 07 | Jacqueline Grand             |       | RPR   | Conseillère municipale de Marseille              |
| 08 | Roger Montagnac              |       | RPR   | Maire de Carry-le-Rouet                          |
| 09 | Gérard Jouve                 |       | RPR   | Adjoint au maire des Baux-de-Provence            |
| 10 | Armand Gallo                 |       | RPR   | Conseiller municipal de Marseille                |
| 11 | Jacques Duchêne              |       | RPR   | Conseiller municipal de Saint-Mitre-les-Remparts |
| 12 | Luc Peraldi                  |       | RPR   | Conseiller municipal de Salon-de-Provence        |
| 13 | Jacques Bistagne             |       | RPR   | Avocat                                           |
| 14 | Bénédicte Riou de Kerprigent |       | RPR   |                                                  |
| 15 | Yves Toulouse                |       | RPR   |                                                  |
| 16 | Marc-Michel Le Roux          |       | RPR   |                                                  |
|    |                              |       |       |                                                  |
| 17 | Claudine Casanova            |       | RPR   | Conseillère municipale de Marseille              |
| 18 | Bernard Bermond              |       | RPR   |                                                  |

### Opposition (DVD)
| N° | Candidats                | Parti | Parti | Principales fonctions |
| -- | ------------------------ | ----- | ----- | --------------------- |
| 01 | Maurice Genoyer          |       | DVD   | Chef d'entreprise     |
| 02 | Max Ginovès              |       | DVD   | Avocat                |
| 03 | Jean-Claude Gaudin       |       | DVD   |                       |
| 04 | René Tribolo             |       | DVD   |                       |
| 05 | Josiane Domini-Jauffret  |       | DVD   |                       |
| 06 | Gérard Bajolle           |       | DVD   |                       |
| 07 | Ernest Reyne             |       | DVD   |                       |
| 08 | Régis Vidal              |       | DVD   |                       |
| 09 | Lucienne Robert-Doglione |       | DVD   |                       |
| 10 | Gérald Gimié             |       | DVD   |                       |
| 11 | Jean Soler               |       | DVD   |                       |
| 12 | Lydia Ounanian           |       | DVD   |                       |
| 13 | Christian Barret         |       | DVD   |                       |
| 14 | Marie-Odile Vulliet      |       | DVD   |                       |
| 15 | Marc Meininger           |       | DVD   |                       |
| 16 | André Darmon             |       | DVD   |                       |
|    |                          |       |       |                       |
| 17 | Georges Lacroix          |       | DVD   |                       |
| 18 | Michèle Barucchi         |       | DVD   |                       |

### Extrême droite (FN-CNI)
| N° | Candidats             | Parti | Parti      | Principales fonctions                                   |
| -- | --------------------- | ----- | ---------- | ------------------------------------------------------- |
| 01 | Pascal Arrighi        |       | FN         | Ancien député                                           |
| 02 | Ronald Perdomo        |       | FN         | Avocat                                                  |
| 03 | Jean Roussel          |       | FN         | Conseiller général et conseiller municipal de Marseille |
| 04 | Gabriel Domenech      |       | FN         | Ancien député                                           |
| 05 | Gilbert Victor        |       | FN(ex-CNI) |                                                         |
| 06 | Yves Perche           |       | FN         |                                                         |
| 07 | Marie-Louise Jacob    |       | FN         |                                                         |
| 08 | Antoine Bonavita      |       | FN         |                                                         |
| 09 | Marcel Casolo-Ginelli |       | FN         |                                                         |
| 10 | Henri Rampal          |       | FN         |                                                         |
| 11 | Bernard Marandat      |       | FN         |                                                         |
| 12 | Dominique Merlin      |       | FN         |                                                         |
| 13 | Alde Vinci            |       | FN         |                                                         |
| 14 | Gilbert Tecles        |       | FN         |                                                         |
| 15 | Xavier Grimigni       |       | FN         |                                                         |
| 16 | Jean Galland          |       | FN         |                                                         |
|    |                       |       |            |                                                         |
| 17 | André Isoardo         |       | CNI        |                                                         |
| 18 | Laure Dalmasso        |       | FN         |                                                         |

### Extrême droite (POE)
| N° | Candidats            | Parti | Parti | Principales fonctions |
| -- | -------------------- | ----- | ----- | --------------------- |
| 01 | Saada Namane         |       | POE   |                       |
| 02 | Christophe Lavernhe  |       | POE   |                       |
| 03 | Kheira Bettahar      |       | POE   |                       |
| 04 | Claude Hebert        |       | POE   |                       |
| 05 | Jean Panisse         |       | POE   |                       |
| 06 | Jean Santiago        |       | POE   |                       |
| 07 | Barberine Santucci   |       | POE   |                       |
| 08 | Laurent Fusone       |       | POE   |                       |
| 09 | Marie Hatoun         |       | POE   |                       |
| 10 | Éric Gueulet         |       | POE   |                       |
| 11 | Alain Aouate         |       | POE   |                       |
| 12 | Jean Dakarian        |       | POE   |                       |
| 13 | Marcelle Tsacrios    |       | POE   |                       |
| 14 | Jeanne Nzali         |       | POE   |                       |
| 15 | Amadou Niang         |       | POE   |                       |
| 16 | Lynda Kerbadou       |       | POE   |                       |
|    |                      |       |       |                       |
| 17 | Christiane Pettinati |       | POE   |                       |
| 18 | Pierre Louis         |       | POE   |                       |

### Divers (Parti humaniste)
| N° | Candidats                 | Parti | Parti | Principales fonctions |
| -- | ------------------------- | ----- | ----- | --------------------- |
| 01 | Roger Ribet               |       | PH    |                       |
| 02 | Claudie Tuffery           |       | PH    |                       |
| 03 | Rémy Cusach               |       | PH    |                       |
| 04 | Clairette Cabe            |       | PH    |                       |
| 05 | Christian Andres          |       | PH    |                       |
| 06 | Viviane Evesque           |       | PH    |                       |
| 07 | Philippe Suard            |       | PH    |                       |
| 08 | Marie-Ange Rossollin      |       | PH    |                       |
| 09 | Jean Piquet               |       | PH    |                       |
| 10 | Aïcha Bousmaha            |       | PH    |                       |
| 11 | Frédéric Burotto          |       | PH    |                       |
| 12 | Marie-Christine Cabe      |       | PH    |                       |
| 13 | Michel Guyon              |       | PH    |                       |
| 14 | Simone Lacaze             |       | PH    |                       |
| 15 | Corynne Calomiti          |       | PH    |                       |
| 16 | Catherine Rémy            |       | PH    |                       |
|    |                           |       |       |                       |
| 17 | Serge Siquet              |       | PH    |                       |
| 18 | Frédérique de Beaurepaire |       | PH    |                       |

## Résultats

### Résultats à l'échelle du département
|                                                          | Pour une majorité de progrès avec le président de la République Parti socialiste (MRG)                      | Gaston Defferre       | 207 073   | 25,85  | 5  |
|                                                          | Liste de Rassemblement national présentée par le Front national Front national (CNI)                        | Pascal Arrighi        | 180 486   | 22,53  | 4  |
|                                                          | Liste d'union pour la démocratie française Union pour la démocratie française                               | Jean-Claude Gaudin    | 173 337   | 21,64  | 4  |
|                                                          | Liste présentée par le Parti communiste français Parti communiste français                                  | Guy Hermier           | 115 846   | 14,46  | 2  |
|                                                          | Liste RPR d'union pour le renouveau des Bouches-du-Rhône Rassemblement pour la République                   | Maurice Toga          | 75 897    | 9,48   | 1  |
|                                                          | Union indépendante d'opposition Divers droite                                                               | Maurice Genoyer       | 25 733    | 3,21   | 0  |
|                                                          | Verts Provence Écologie Les Verts                                                                           | Michel Botella        | 12 725    | 1,59   | 0  |
|                                                          | Liste Lutte ouvrière Lutte ouvrière                                                                         | Jean-Marie Cloarec    | 4 023     | 0,50   | 0  |
|                                                          | Liste du Mouvement pour un parti des travailleurs Extrême gauche (Mouvement pour un parti des travailleurs) | Jean-Baptiste Peruffo | 1 981     | 0,25   | 0  |
|                                                          | Liste LCR Ligue communiste révolutionnaire                                                                  | Rémy Jean             | 1 527     | 0,19   | 0  |
|                                                          | Liste Parti ouvrier européen - Nouvelle génération française Extrême droite (Parti ouvrier européen)        | Saada Namane          | 1 371     | 0,17   | 0  |
|                                                          | Liste humaniste PH                                                                                          | Roger Ribet           | 922       | 0,12   | 0  |
|                                                          | |                       |           |        |    |
| Inscrits                                                 | Inscrits | Inscrits              | 1 078 652 | 100,00 | 16 |
| Abstentions                                              | Abstentions                                                                                                 | Abstentions           | 256 270   | 23,76  |    |
| Votants                                                  | Votants | Votants               | 822 382   | 76,24  |    |
| Blancs et nuls                                           | Blancs et nuls                                                                                              | Blancs et nuls        | 21 459    | 2,61   |    |
| Exprimés                                                 | Exprimés | Exprimés              | 800 923   | 97,39  |    |
| Source : Data.gouv.fr et Le Monde du 18 mars 1986, p. 14 | |                       |           |        |    |